# Elite Towers
Las Elite Towers son un grupo de 34 torres ubicado en la Ciudad de Arabia en Dubái. Actualmente, existen algunas torres que están en construcción, se aprueban todas las demás. La torre más alta del complejo tiene una altura de 290 m (951 pies). El número de pisos de las torres van de 30 a 60. Las torres en el complejo constará de viviendas, oficinas y torres de hotel. Todo el complejo es un desarrollo de Ilyas y Mustafa Galadari Grupo.